# Neoxyletobius kirkaldyi
Neoxyletobius kirkaldyi är en skalbaggsart som först beskrevs av Perkins 1910.  Neoxyletobius kirkaldyi ingår i släktet Neoxyletobius och familjen trägnagare. Inga underarter finns listade i Catalogue of Life.